# Moczydło (województwo śląskie)
Moczydło – wieś w Polsce położona w województwie śląskim, w powiecie myszkowskim, w gminie Niegowa.

## Historia
Miejscowość ma metrykę średniowieczną i wymieniana jest od XIV wieku. W 1322 Mochidlo, 1423 Moczidlo, 1423 Moczidla, 1476 Moczydla, 1487 Moczdola, 1514 Mocidla .
Miejscowość była wsią szlachecką. Od 1437 leżała w kluczu dóbr zamku mirowskiego należącego do polskiego rodu szlacheckiego Koziegłowskich herbu Lis. W 1445 należała do Rogowskich herbu Działosza, a od 1487 Myszkowskich herbu Jastrzębiec .
Miejscowość wymieniona została w XIX-wiecznym Słowniku geograficznym Królestwa Polskiego jako wieś włościańska, czyli należąca w całości do chłopów, leżąca w powiecie będzińskim w gminie i parafii Niegowa. W 1827 zanotowano 19 domów zamieszkanych przez 139 mieszkańców, a w 1885 wieś liczyła 23 domy zamieszkane przez 185 mieszkańców.
W latach 1975–1998 miejscowość administracyjnie należała do województwa częstochowskiego.